# Marasmius auklandicus
Marasmius auklandicus är en svampart som beskrevs av Henn. 1896. Marasmius auklandicus ingår i släktet Marasmius och familjen Marasmiaceae.   Inga underarter finns listade i Catalogue of Life.